# Martin Stowasser
Martin Stowasser (* 1959) ist ein österreichischer katholischer Theologe und außerordentlicher Universitätsprofessor für Neutestamentliche Bibelwissenschaft an der Universität Wien.

## Leben
Er studierte katholische Theologie von 1978 bis 1983 am Pontificio Ateneo Sant’Anselmo. Nach der Promotion 1990 zum Dr. theol. an der Katholisch-Theologischen Fakultät der Universität Wien und der Habilitation Studien zur Ethik, Ekklesiologie und Soteriologie im Neuen Testament unter besonderer Berücksichtigung des Markusevangeliums und des lukanischen Doppelwerkes 2001 im Fach Neutestamentliche Bibelwissenschaft an der Katholisch-Theologischen Fakultät der Universität Wien ist er seit dem 1. Oktober 2001 außerordentlicher Universitätsprofessor für Neutestamentliche Bibelwissenschaft ebendort.

## Schriften (Auswahl)
- Johannes der Täufer im Vierten Evangelium. Eine Untersuchung zu seiner Bedeutung für die johanneische Gemeinde (= Österreichische biblische Studien. Band 12). Österr. Kath. Bibelwerk, Klosterneuburg 1992, ISBN 3-85396-084-7 (zugleich Dissertation, Wien 1991).
- Jesu Konfrontation mit dem Tempelbetrieb von Jerusalem – ein Konflikt zwischen Religion und Ökonomie? In: Martin Fitzenreiter (Hrsg.): Das Heilige und die Ware. Zum Spannungsfeld von Religion und Ökonomie. (= Internet-Beiträge zur Ägyptologie und Sudanarchäologie – IBAES, Band VII), Berlin 2007, S. 39–51  (PDF 252 KB 13 Seiten auf 2.rz.hu-berlin.de)
- als Herausgeber mit Roman Kühschelm: Jacob Kremer: Die Bibel beim Wort genommen. Beiträge zu Exegese und Theologie des Neuen Testaments. Herder, Freiburg im Breisgau 1995, ISBN 3-451-23649-4.
- als Herausgeber mit Rupert Klieber: Inkulturation. Historische Beispiele und theologische Reflexionen zur Flexibilität und Widerständigkeit des Christlichen (= Theologie. Band 10). Lit, Münster/Wien 2006, ISBN 3-8258-8080-X.
- als Herausgeber mit Franz Helm: Mission im Kontext Europas. Interdisziplinäre Beiträge zu einem zeitgemäßen Missionsverständnis (= Wiener Forum für Theologie und Religionswissenschaft. Band 3). V & R Unipress, Göttingen 2011, ISBN 3-89971-860-7.
- als Herausgeber: Das Gottesbild in der Offenbarung des Johannes (= Wissenschaftliche Untersuchungen zum Neuen Testament. Reihe 2. Band 397). Mohr Siebeck, Tübingen 2015, ISBN 3-16-153449-2.